# 药学学报
《药学学报》创刊于1953年，是中国大陆医药卫生科技类月刊，编辑部位于北京市。此刊物由中国药学会主办。
《药学学报》在2018年被中华人民共和国国家新闻出版广电总局新闻报刊司评为2017年全国“百强报刊”。